# Johann Friedrich Bause

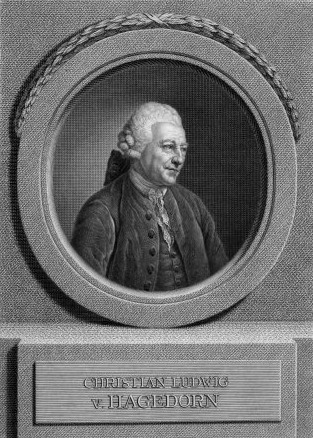
Kopparstick av Christian Ludwig von Hagedorn, utfört av Johann Friedrich Bause.

Johann Friedrich Bause, född 1738 och död 1814 var en tysk kopparstickare.
Bause var elev till bland annat J. J. Hayd. Hans förnämsta gravyrer är porträtt, ofta målningar av Anton Graff. Bause har vidare utfört stick med historiska eller genremotiv, varav ett fåtal i punkt- och akvatintamaner.